# HMS Sparrow (1889)
Pour les autres navires du même nom, voir HMS Sparrow.

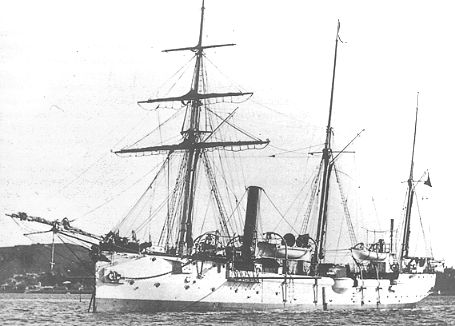
HMS Sparrow.

Le HMS Sparrow est un navire de classe Redbreast (en) ayant appartenu à la Royal Navy de son lancement en 1889 à sa vente en 1922. À partir de 1906, il porte le nom de NZS Amokura est sert de navire-école en Nouvelle-Zélande. Après 1922, il sert comme vraquier de charbon et est démoli en 1955.

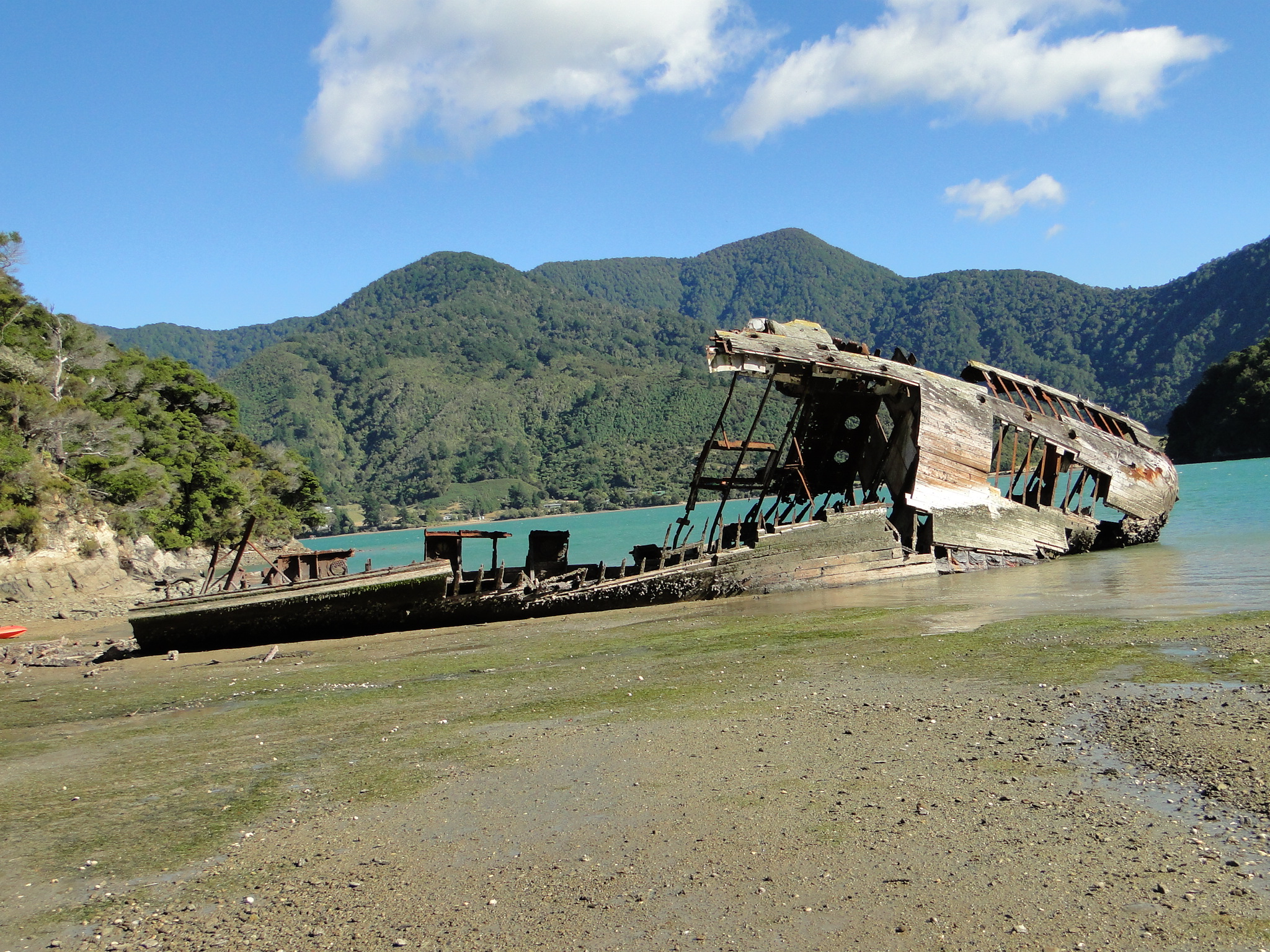
Épave du NZS Amokura en mars 2010 dans les Marlborough Sounds.